# فاليينز (أين)
فاليينز (بالفرنسية: Valeins)‏ هي بلدية فرنسية تقع في إقليم الأين في فرنسا. رمز إنسي لها هو:1428. أما الرمز البريدي لها فهو: 1140.